# Rafael Santos
Pour les articles homonymes, voir Santos (homonymie).
Rafael Santos, né le 17 juin 1942 à Buchardo (es) (Argentine) et mort le 19 juillet 2017 à Junín (Buenos Aires),, est un footballeur argentin, qui évoluait au poste d'attaquant.

## Palmarès

### Avec FC Nantes
- Vainqueur du Championnat de France en 1965 et 1966.
- Vainqueur du Challenge des champions en 1965.